# Ґронди (гміна Малкіня-Ґурна)
Ґронди (пол. Grądy) — село в Польщі, у гміні Малкіня-Ґурна Островського повіту Мазовецького воєводства.
Населення — 222 особи (2011).
У 1975—1998 роках село належало до Остроленцького воєводства.

## Демографія
Демографічна структура станом на 31 березня 2011 року:
|          | Загалом | Допрацездатний вік | Працездатний вік | Постпрацездатний вік |
| -------- | ------- | ------------------ | ---------------- | -------------------- |
| Чоловіки | 114     | 26                 | 74               | 14                   |
| Жінки    | 108     | 19                 | 58               | 31                   |
| Разом    | 222     | 45                 | 132              | 45                   |